# كيرلس السكيثوبوليسي
كيرلس السكيثوبوليسي (اليونانية: Κύριλλος ὁ Σκυθοπολίτης؛ ق. 525 – ق. 559) المعروف أيضًا باسم كيريلوس سكيثوبوليتانوس، كان راهبًا مسيحيًا وكاهنًا وكاتب سيرة ذاتية أو مؤرخًا باللغة اليونانية للحياة الرهبانية في فلسطين في القرن السادس الميلادي.

## الحياة
وُلِد كيرلس في سكيثوبوليس، في مقاطعة فلسطين الثانية، في حوالي عام 525. أشرف والده يوحنا المحامي، على تعليمه الديني في وقت مبكر. وبعد فترة وجيزة من عام 532 أصبح شيخًا [الإنجليزية] (قارئًا)، وأصبح راهبًا في عام 543. وبعد ذلك بفترة وجيزة ذهب إلى القدس وقضى بضعة أشهر في مجتمع ناسك (لافرا [الإنجليزية]) بالقرب من نهر الأردن، قبل دخول دير القديس إيثيميوس الكبير في أريحا في عام 544. وبقي هناك حتى سنة 555، حين كان أحد الرهبان الأرثوذكس الذين أُرسلوا ليحلوا محل المطرودين بسبب أصُول الدين [الإنجليزية] في دير القديس سابا الجديد (الذي لا يزال اليوم في حالة خراب في بئر الوعر قرب تقوع خاصة بعد النكبة الفلسطينية). وبعد عامين انتقل إلى دير القديس سابا الكبير (المعروف اليوم باسم مار سابا)، حيث توفي في وقت ما من عام 557/558 أو بعد ذلك بفترة وجيزة.  
تأثر كيرلس بالقديس سابات المُقدس [الإنجليزية]، الذي التقى به عندما كان لا يزال في سن مبكرة. وفي السنوات اللاحقة، عندما كان في القدس، التقى أيضًا بالقديس يوحنا الصامت [الإنجليزية] أو الهسيشاست [الإنجليزية]، أسقف كولونيا في كابادوكيا.

## أعمال
اشتهر كيرلس بعدد من السير الذاتية لسبعة رهبان فلسطينيين: ساباس المقدس، وأوثيميوس الكبير، ويوحنا الصامت، وكرياكوس الناسك [الإنجليزية]، وثيودوسيوس رئيس الأساقفة [الإنجليزية]، وثيوجنيوس ، وأبراموس.   وقد تم تعزيز هذا المشروع الطموح "من خلال الوطنية المحلية والإيمان الراسخ بالعلاقة بين القداسة والصحراء".  وبما أن المعلومات التاريخية المضمنة في هذه الأعمال دقيقة وصحيحة، فإن كيرلس يعد مصدرًا تاريخيًا قيمًا لتلك الفترة، فيما يتعلق بموضوعات تتراوح من الشؤون السياسية إلى الأحداث الكنسية والتفاصيل السيرة الذاتية.  يُعد كيرلس ذا قيمة خاصة في دراسة القبائل العربية في المنطقة، ولا سيما الغساسنة ومنافسيهم اللخميين . 
وباستثناء الرهبان السبعة الذين خصص لهم سيرة ذاتية كاملة، فقد ساهم في كتابة تفاصيل سيرة ذاتية وحياة قديسين آخرين، مثل:
- مريم المصرية (حوالي 344-421)
- سيفيريان من سكيثوبوليس (توفي 452/453)
- ثيودوسيوس السينوبيارك [الإنجليزية] (حوالي 423–529) [14]